# Latécoère 521
Dimensions
Le Lieutenant de Vaisseau Paris, sous son nom de série Laté 521, fait partie des premiers hydravions géants transatlantiques de l'histoire de l'aéronautique. C'est le 11e plus grand hydravion de l'histoire.
Il s'agit d'un avion civil. Il a été nommé en l'honneur de Paulin Louis Jérôme Paris, pilote de l'aéronavale et détenteur de nombreux records sur hydravions, et décédé en 1934. L'appareil fut immatriculé, sans équivoque, F-NORD, soulignant ainsi sa vocation future sur l'Atlantique-Nord.
En 1939, Henri Guillaumet pilote l'unique exemplaire du Latécoère 521 sur la liaison directe New York - Biscarrosse.
Il aura parcouru 5 875 km à la moyenne de 206 km/h, dont 2 300 km avec un moteur à l'arrêt, lui permettant de remporter le Ruban bleu du record de la traversée de l'Atlantique-Nord, pour hydravion.

## Passagers
Il pouvait transporter 72 voyageurs dans un grand confort : sur le pont inférieur, un salon de 20 fauteuils et tables, 6 cabines de luxe avec chacune leur cabinet de toilette, une cabine pour 22 passagers, une cuisine, un bar et une soute à bagages.
Sur le pont supérieur, une cabine pour 18 passagers, une soute et un office pour les trois mécaniciens embarqués.
Mais après le naufrage de l'appareil, à Pensacola, en janvier 1936, tout son habillage et équipement intérieur fut partiellement détruit, et jamais remonté.

## Histoire

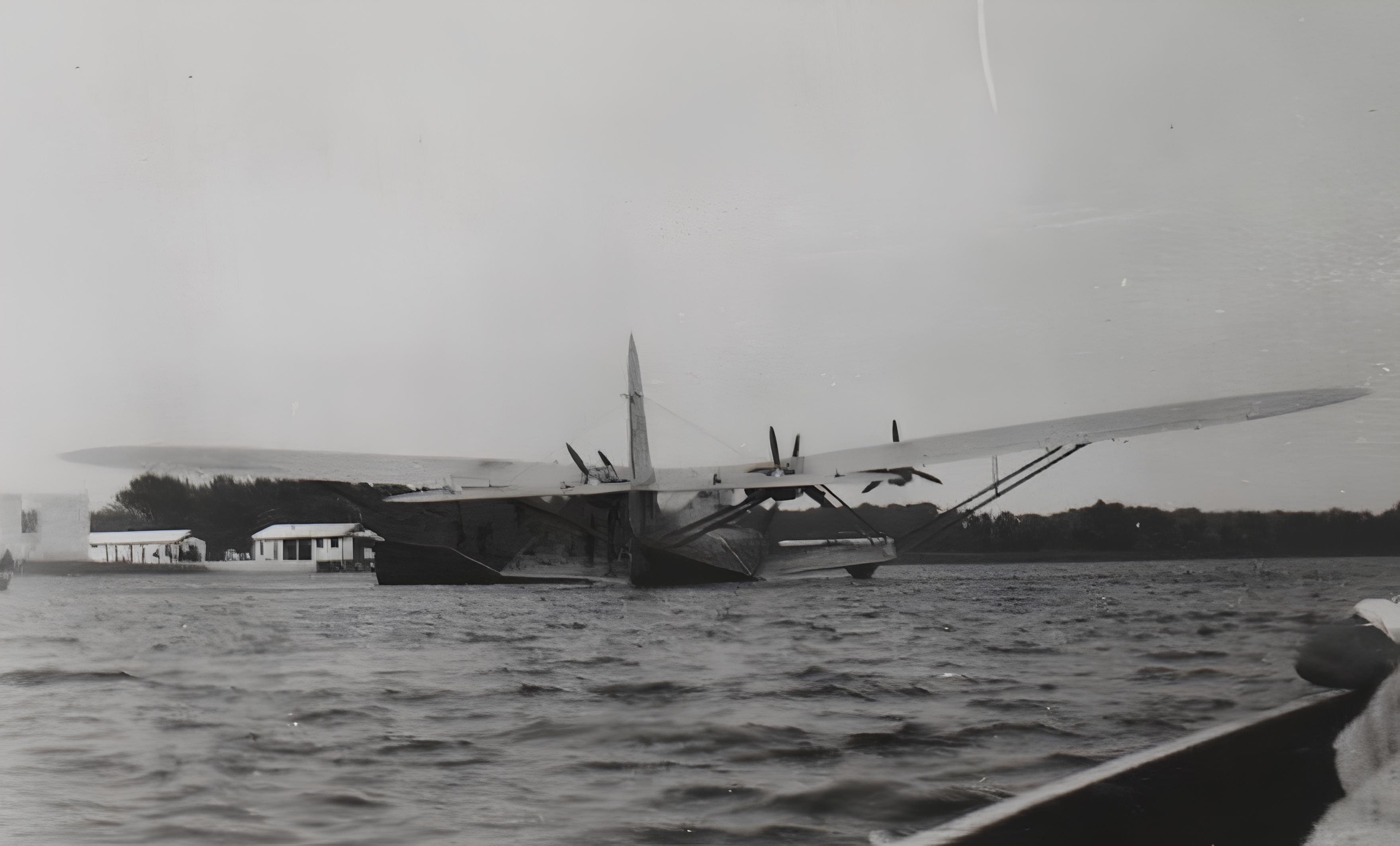
Le Laté 521 à Biscarosse.

L'appareil date d'une étude lancée en 1929 par la société Latécoère, en vue d'un hydravion à gros tonnage pouvant assurer les liaisons commerciales sur l'Atlantique-Nord. Il est construit à l'usine de Toulouse-Montaudran. Le vol inaugural eut lieu le 10 janvier 1935, avec le pilote d'essai Pierre Crespy, puis le Laté 521 effectua une tournée de démonstration qui le conduisit, au cours du mois de décembre 1935, de Dakar à Natal, puis dans les Antilles françaises. Ayant atteint Pensacola, une base de l'aéronavale américaine en Floride, il fut pris dans un ouragan et l'appareil se retourna et coula à son mouillage, le 15 janvier 1936.

Il sera renfloué et réexpédié en France sur le cargo norvégien, Président Herreenschmidt, pour être réparé en vue de son utilisation par Air France Transatlantique, sur l'Atlantique-Nord.
Les 25 et 26 octobre 1937, le Laté 521 accomplit une traversée sans escale, de Port-Lyautey, au Maroc, jusqu'à Maceïo, au Brésil, s'attribuant au passage le record de distance en ligne droite (5 771 km) pour hydravion Classe C.Bis, avec le pilote Henri Guillaumet aux commandes. Le retour, de Natal à Dakar s'effectua du 31 octobre au 1er novembre suivant. Puis, équipé de nouveaux groupes propulseurs Hispano-Suiza 12 Y, plus puissants que les anciens 12 Nbr, l'hydravion effectua sa première traversée de l'Atlantique-Nord, de Biscarosse à New York, avec escales à Lisbonne et La Horta, aux Açores, entre le 23 et le 31 août 1938. Le voyage de retour s'effectua par le même itinéraire, du 6 au 9 septembre 1938. L'année suivante, entre les mois de mai et d'août 1939, il effectua de nouveau 6 traversées, dont une unique sans escale, qui lui valut le Ruban Bleu. Resté à l'état d'hydravion d'exploration, et dépassé dès sa production par les appareils américains et anglais, le Laté 521 ne transporta jamais de passagers payants, mais ses vols permirent à Air-France de développer ses compétences sur la ligne de l'Atlantique-Nord. Quand la guerre éclata, le Laté 521, et son sistership Laté 522 Ville-de-St-Pierre, furent réquisitionnés par l'aéronavale et versés à l'escadrille 12 E, puis E.6, sur la base de Lanvéoc-Poulmic, déjà titulaire des Laté 523. Ils furent ensuite militarisés, le 521 ne devenant disponible après transformation, que le 2 février 1940. Il fut ensuite utilisé pour une vingtaine de patrouilles au-dessus de l'Atlantique-Nord, entre missions d'exploration, de recherche de sous-marins ennemis ou d'escortes de navires. Lors de la débâcle de juin 1940, l'appareil fut évacué en urgence sur Biscarosse, puis il effectua un vol de reconnaissance jusqu'à Port-Lyautey avant de revenir se poser à Biscarosse, le 24 juin, alors que l'armistice avait été signé. Le lendemain, après un très long ravitaillement nocturne, l'équipage rejoignit le Maroc, alors que l'armée allemande envahissait l'hydrobase Latécoère. L'hydravion vola ensuite jusqu'à Dakar, le 22 juillet, puis en août rejoignit Karouba, avant d'être finalement stocké à Berre, à partir du 7 octobre, sous contrôle des autorités italiennes et allemandes. C'est sur cette base, que du mois d'août à octobre 1942, il effectua une dizaine de vols d'essais, qui furent ses derniers. Car peu avant le débarquement des troupes alliées sur la Provence, en août 1944, l'armée allemande dévasta entièrement la BAN de Berre avant de l'évacuer. Les Laté 521 et 522 qui s'y trouvaient encore sous les décombres furent ensuite mis à la ferraille en 1945.
C'est sur la base du Laté 521 que furent construits l'unique Laté 522 Ville-de-Saint-Pierre avion de ligne civil, ainsi que les trois Laté 523 navalisés.